# 堆叶蒲公英
堆叶蒲公英（学名：Taraxacum compactum）是菊科蒲公英属的植物。分布在哈萨克斯坦以及中国大陆的新疆等地，生长于海拔700米至1,700米的地区，常生长在森林草甸、低山草原或荒漠草原带，目前尚未由人工引种栽培。